# خروس‌کلی سرخاکستری
خروس‌کلی سرخاکستری (نام علمی: Vanellus cinereus) نام یک گونه از سرده خروس‌کلی‌ها است.